# Nexus 7
Nexus 7 är en surfplatta designad och utvecklad av Google i samarbete med Asus. 
Det är Googles första surfplatta och då den kör googles egen version av Android så är den alltid uppdaterad med det senaste. Den första generationen var utrustad med en fyrkärnig nVidia Tegra 3 processor på 1,3 GHz, har 1GB RAM och går att köpa med antingen 8GB eller 16GB lagringsutrymme. Den har dessutom en 1.2 Megapixelkamera på framsidan. Skärmen är en 7" stor IPS-skärm, därav fick den namnet Nexus 7.
En 3G version av plattan släpptes i Sverige den 13 november 2012. Denna nyare version av surfplattan har förutom åtkomst till 3G nätet ett utökat lagringsminne på 32GB.
2013 släppts den andra generationen av Nexus 7, då med en uppdaterad hårdvara. Några av nyheterna var en ny processor, Qualcomm Snapdragon S4 Pro 1.5GHz, en skärm med upplösningen 1920x1200. Minnet höjdes även det från 8 & 16GB till 16 & 32 samt att det gick att få LTE till 32GB modellen.

## Historia
I december 2011 sade Eric Schmidt att en ny surfplatta av högsta kvalitet skulle släppas av Google efter 6 månader. Han uppgav för den italienska tidningen Corriere della Sera att Google skulle ha ökad konkurrens mot Apple.
Nexus 7 uppenbarades den 27 juni 2012 på Google I/O och gick att förbeställa samma dag för US$199.
Den 3 september 2012 kunde man läsa att Google skulle släppa en 3G-version av Nexus 7 inom 6 veckor.

## Mottagande
Mottagandet av Nexus 7 var positivt, vilket mest berodde på dess höga prestanda, skärmen som gav snabba svar samt Jelly Bean. 
Recensenter noterade dock en brist på stöd för mer lagring, skärmens kontrastnivåer samt avsaknaden av en bakre kamera. Där det senare, enligt Asus, berodde på att man inte ville äventyra användarupplevelsen eller en konkurrenskraftig prissättning.

### Försäljning
Veckan efter surfplattan visades på Google I/O, märkte Google att det var en stor efterfrågan på Nexus 7. Den stora efterfrågan resulterade senare i att många återförsäljare fick sluta acceptera förbeställningar. Efter att Nexus 7 hade släppts den 13 juli 2012, hävdade återförsäljare som GameStop, Sam's Club, and Kmart att de sålt slut på surfplattan inom kort tid. Google var förvånad över efterfrågan på modellen med 16GB lagringsutrymme, vilket tvingade dem att under en period sluta ta emot order för den modellen efter på Google Play. Modellen med 8GB lagringsutrymme sålde mindre än Google förväntade sig och den modellen kunde bara köpas direkt via Google.